# Saint-Salvadou
Saint-Salvadou korábbi község Franciaországban, Aveyron megyében. Lakosainak száma 374 fő (2018. január 1.). Saint-Salvadou Vabre-Tizac és La Bastide-l’Évêque községekkel határos.
2016. január 1-jén La Bastide-l’Évêque és Vabre-Tizac korábbi községgel egyesült és az így létrejött Le Bas Ségala új község része lett.

## Népesség
A település népessége az elmúlt években az alábbi módon változott:
| Lakosok száma | 689  | 608  | 520  | 505  | 432  | 402  | 390  | 390  | 378  | 374  |
|               | 1962 | 1968 | 1982 | 1990 | 1999 | 2008 | 2011 | 2013 | 2017 | 2018 |